# Раменське
Раменське (рос. Раменское) — адміністративний центр Раменського району Московської області, Росія, центр однойменного міського округу. Місто обласного підпорядкування.

## Історія

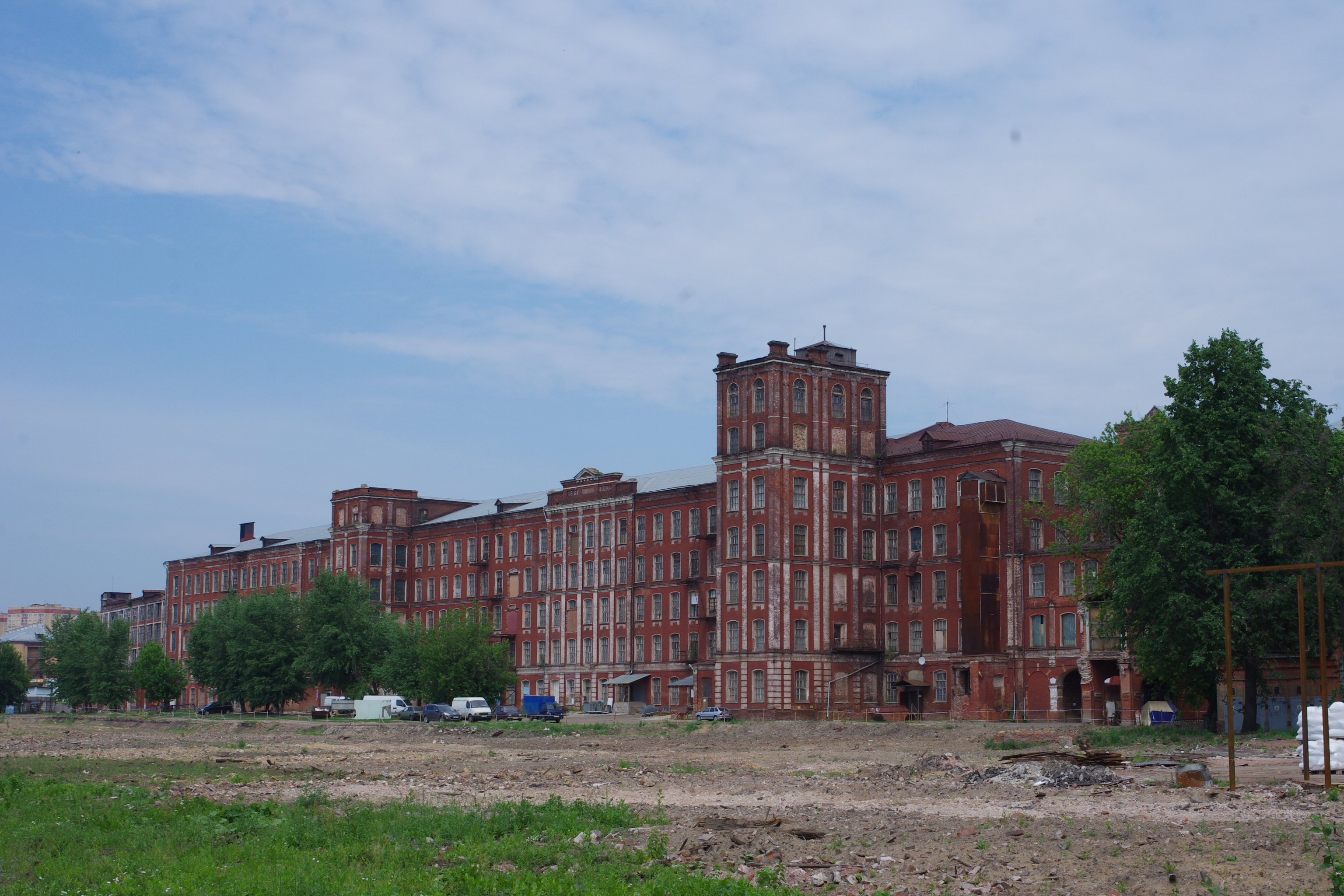
Фабрика у Раменському

Місцевість Раменьє відома з 14 століття, назва походить від д.-рус. рамень — «рілля, що заростає лісом» (пор. укр. діал. рамень — «густий ялинник»), або «рілля, розчищена від лісу». У володінні московських князів, потім у палацовому відомстві Раменьє перебувало до 18 століття. У 1710 році цар Петро І пожалував Раменьє графу І. А. Мусіну-Пушкіну. З 1743 року належало князям Волконським. З середини 18 ст. у навколишніх селах почало розвиватись ткацтво. У 1831 році у Раменському князями Голіциними була збудована текстильна фабрика, яка до 1870-х років стала одним з найбільшим текстильних підприємств Росії.
З 1925 року робітниче селище, з 15 березня 1926 року — місто, з 1929 року центр Раменського району.

## Міський округ
Раменське є центром однойменного міського округу до складу якого також входить село Дергаєво (1181 мешканець).

## Промисловість
Раменське — великий центр текстильної промисловості Московської області, провідне підприємство АТ «РАТЕКС» (колишній прядильний комбінат).
Окрім того є приладобудівний, механічний, електротехнічний заводи. Підприємства харчової промисловості: молочний комбінат, м'ясопереробний завод, харчокомбінат.

## Транспорт
Раменське має залізничне сполучення з Москвою, Казанський вокзал
. На території міста розтащовані залізнична платформа 42 км та станція Раменське. Діє Міжнародний аеропорт «Раменське». Пропускна здатність аеропорту на першому етапі 4 млн пасажирів на рік, на третьому — 12 млн.

## Населення
| Рік  | тис. чол | рік  | тис. чол | рік  | тис. чол | рік  | тис. чол |
| ---- | -------- | ---- | -------- | ---- | -------- | ---- | -------- |
| 1926 | 13.7     | 1976 | 72       | 1998 | 85.7     | 2008 | 82.3     |
| 1931 | 19.9     | 1979 | 76.9     | 2000 | 85.1     | 2010 | 83.7     |
| 1939 | 28.4     | 1982 | 81       | 2001 | 84.7     | 2011 | 96.3     |
| 1959 | 46.5     | 1986 | 85       | 2003 | 82.0     | 2012 | 99.1     |
| 1967 | 53       | 1989 | 87.7     | 2005 | 81.6     | 2013 | 100.8    |
| 1970 | 61.0     | 1992 | 88.9     | 2006 | 81.8     | 2014 | 103.1    |
| 1973 | 67       | 1996 | 86.3     | 2007 | 82.0     | 2015 | 106.3    |

## Освіта
Вища освіта у місті представлена Раменською філією Сучасної гуманітарної академії.

## Культура
У Раменському є краєзнавчий музей який було відкрито 1 січня 1929 року. У його колекції нумізматика, живопис, вироби декоративно-ужиткового мистецтва, порцеляни, природознавча та археологічні колекції, речові, фото та кіно матеріали з історії регіону.

## Пам'ятки історії та архітектури
Історичне ядро міста склалось на березі Борисоглібського озера, де розташована Борисоглібська церква (1725-1730 рр збудовані, у 1870-х перебудована), липовий парк колишньої садиби Волконських (друга половина 19 століття). Також збереглася церква Святої Трійці (1852) з дзвіницею (1886). Збереглися виробничі корпуси, робітничі казарми текстильної фабрики (кінець 19 ст.)

## Видатні особи пов'язані з Раменським
- білоруський музикант і композитор Ханок Едуард Семенович

На дачі у Раменському жив письменник О. І. Куприн.